# Peltogyne venosa
Peltogyne venosa är en ärtväxtart som först beskrevs av M.Vahl, och fick sitt nu gällande namn av George Bentham. Peltogyne venosa ingår i släktet Peltogyne och familjen ärtväxter.

## Underarter
Arten delas in i följande underarter:
- P. v. densiflora
- P. v. venosa